# コランダー

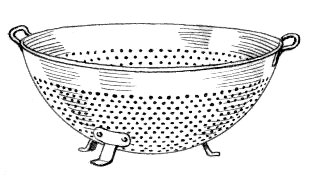
コランダー。

コランダー(英: colander)は、全体はボウル状の形状で、周囲に穴が開いている調理器具。水洗いや水切りのために使う。たとえば野菜や果物を水洗いしたり、茹でたパスタの水切りに使用する。そのまま置いてあってもいいように、高台がついていたり、流しにかけられるように両端に取っ手が付いているようなデザインのものも出ている。材質は、ステンレス、ホーロー、プラスチックなどがある。

## コランダーの一覧

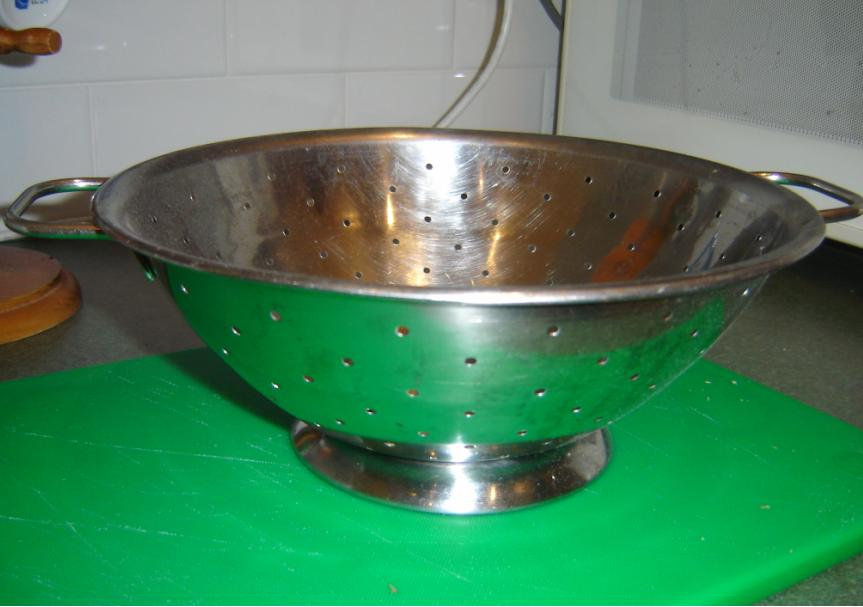
金属製のコランダー。
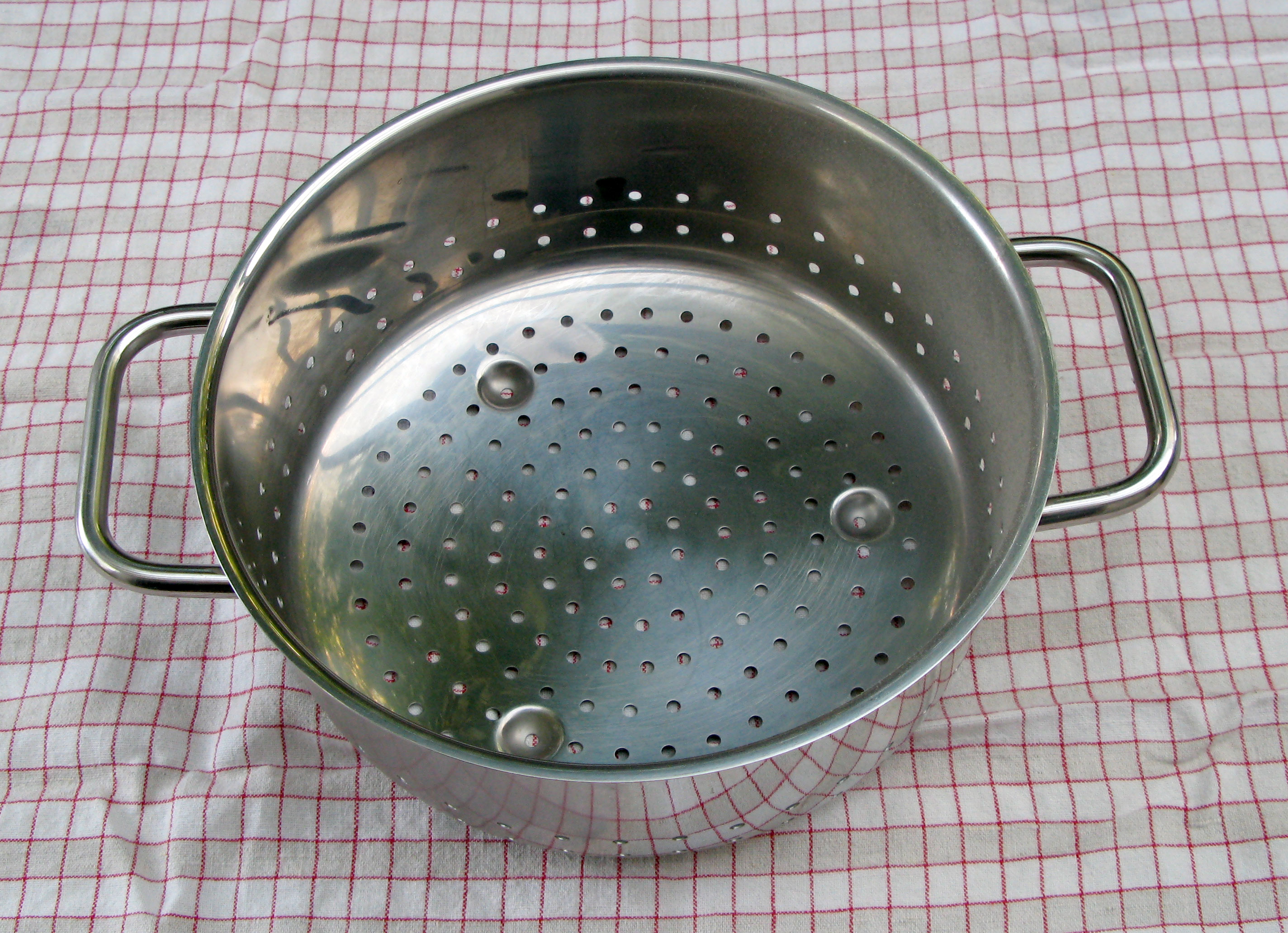
コランダー。
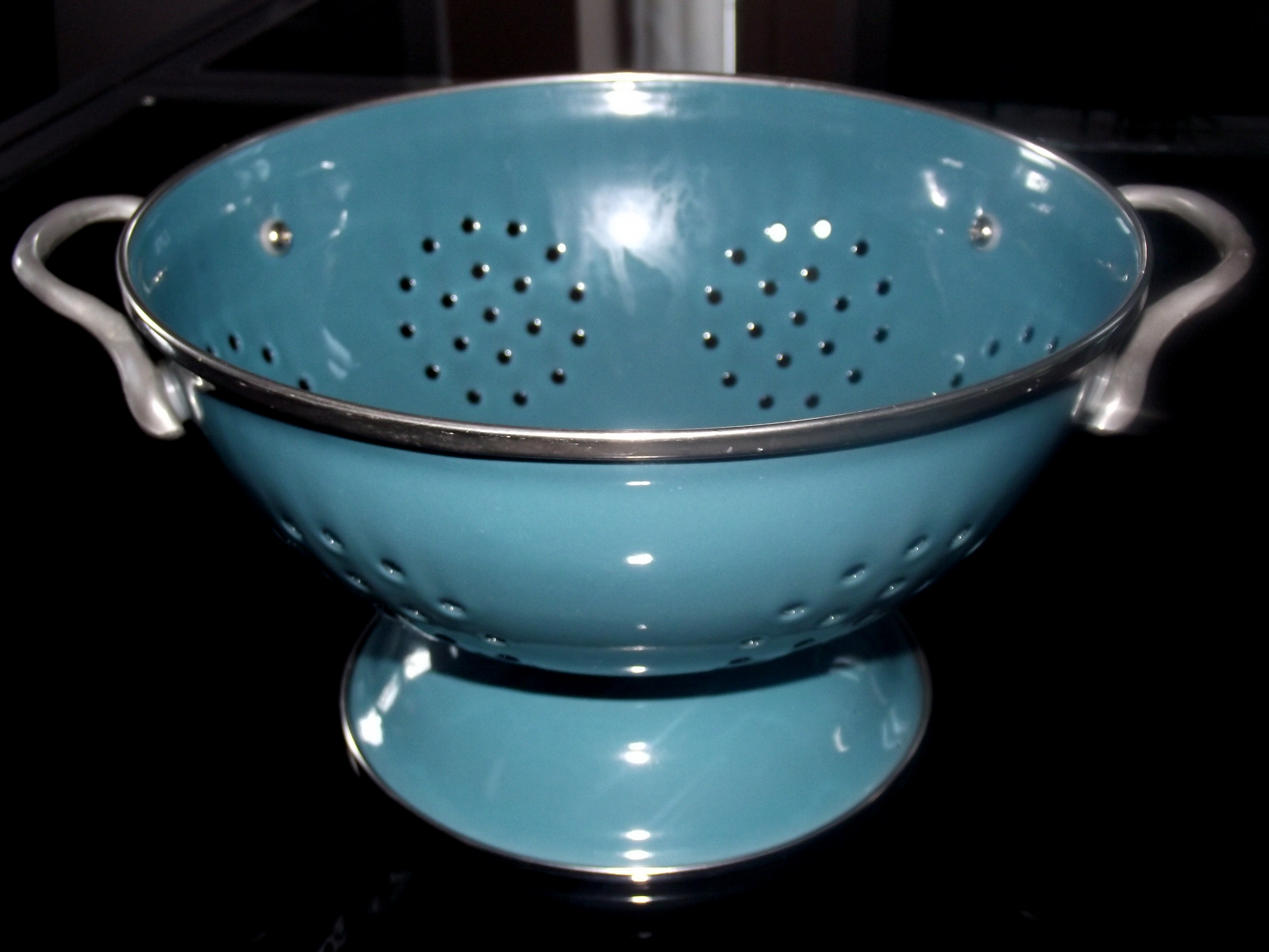
ホーローのコランダー。
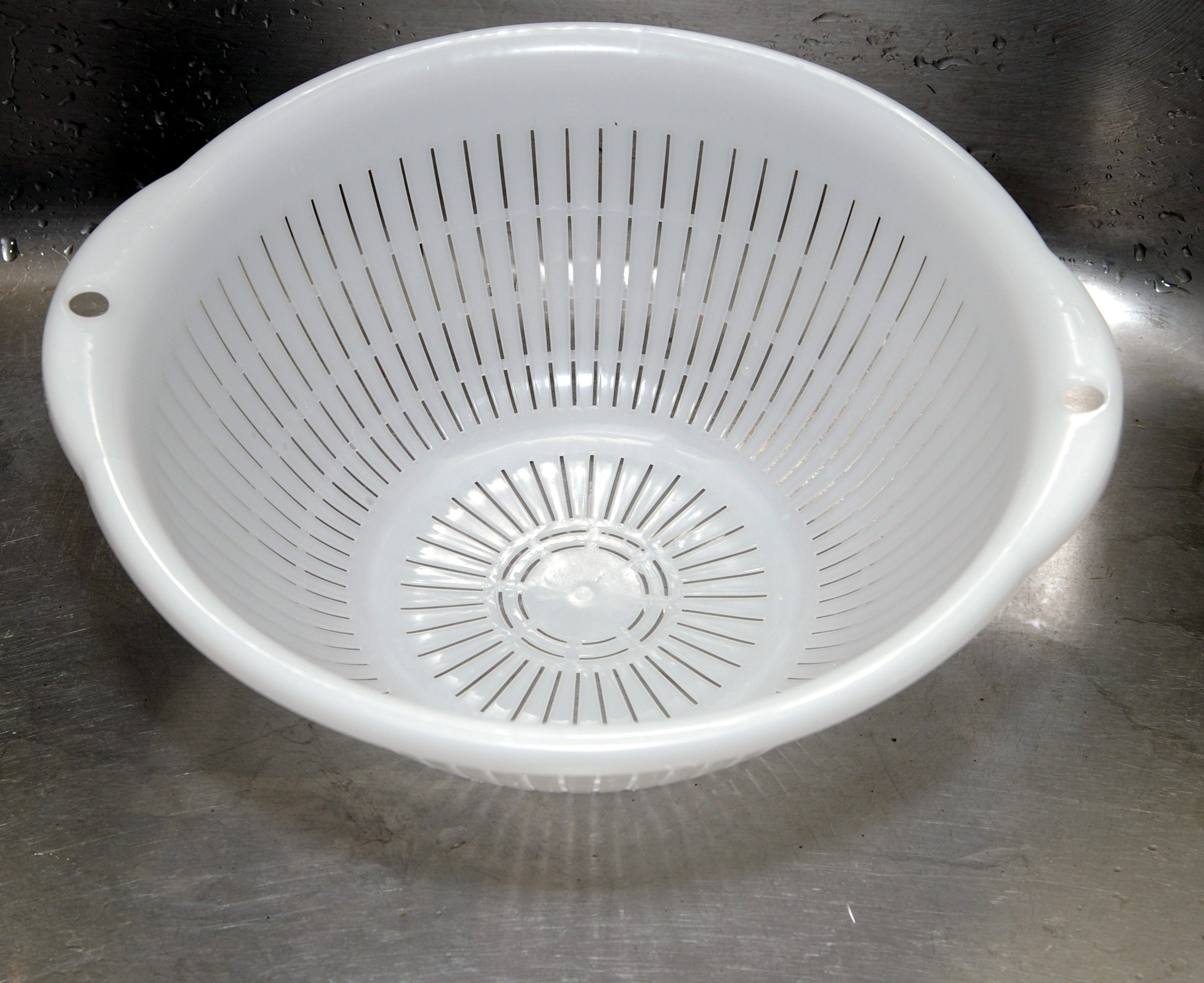
プラスチック製のコランダー。
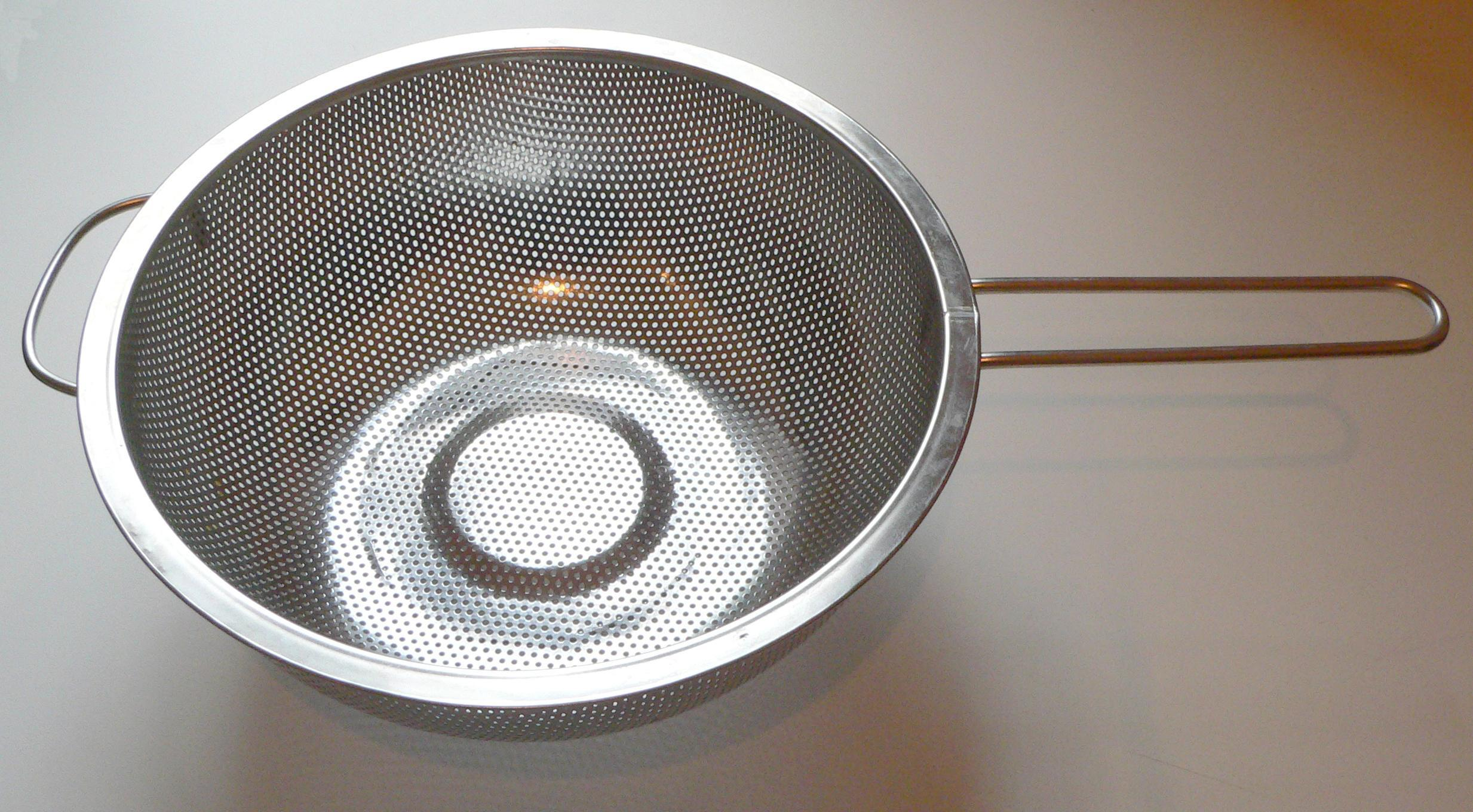
取っ手が付いたコランダー。
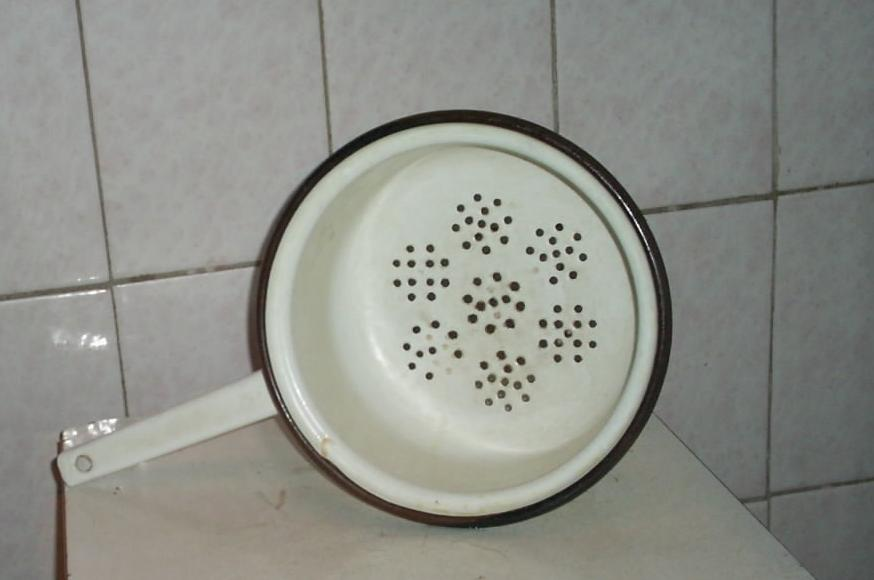
取っ手が付いたホーローのコランダー。
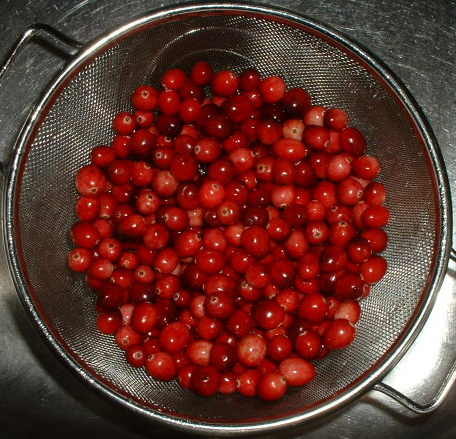
コランダーにあげた果実。